# 李彦升
李彦升（？—？），归化唐朝的大食人，唐宣宗时期参加科举考试中进士。李彦升也是中国历史上的第一位穆斯林进士。

## 人物
李彦升，生卒年不详，原籍大食，即阿拉伯帝国。随父经商留居中国。努力学习汉文化，有文才，汉学造诣很深。曾任淮南节度使高骈的幕僚，他在广州时与时任岭南节度使、广州刺史的卢钧过从甚密，并得到赏识，卢钧把他从广州带到汴州。大中元年，卢钧向唐宣宗推荐李彦升，唐宣宗派人考察后准许其参加科举，由礼部考其才，试五经、时务，即高中及第（同年登进士二十二人）。《全唐文》卷767载：“大中初年，大梁连帅范阳公得大食国人李彦升，荐于阙下。天子诏春司考其才，二年以进士第名显。”李考中后，引起朝中议论，多数人士认为外族人不应参与朝政。唐宣宗力主，钦点李为翰林学士。相传李姓即为及第后唐宣宗所赐。